# Coligação política
Uma coligação ou coalizão política é um pacto entre dois ou mais partidos políticos, normalmente de ideias afins, para participar de uma eleição, governar um país, uma região ou outra entidade administrativa.
Na maioria dos regimes democráticos cujo sistema de governo é o parlamentarismo, as coalizões são permitidas e originam-se quando um só partido ou grupo político não tem apoio suficiente na câmara legislativa correspondente (parlamento, senado ou ambos), para formar o governo, como consequência dos resultados eleitorais. Deste modo, deputados de diferentes partidos formam uma coalizão. Em muitos países, após a formação da coalizão costuma-se votar no candidato do partido mais votado, com a condição de que os grupos minoritários recebam contrapartidas no estabelecidas, como pastas ministeriais (que se costumam repartir de acordo com o peso parlamentar) ou uma orientação determinada das políticas do novo governo.
As coalizões podem formar-se antes ou depois da celebração das eleições em muitos países. Podem ir à convocatória eleitoral com as suas listas conjuntas, ou separadas para depois se unirem na hora de formar governo. Quando membros de vários partidos pertencem a um governo com estas características, fala-se de um governo de coligação.
Na Europa e em Israel, as coligações políticas são muito comuns para formar coalizões de governo, já que costuma haver mais de dois partidos maioritários, e nenhum sozinho atinge 50% dos apoios parlamentares.
Já nos países de sistema de governo presidencialista, as coligações são desnecessárias para a formação do governo, mas costumam servir para o registro de candidaturas com a soma de votos entre os partidos.

## Brasil
No Brasil, os partidos podem pactuar a formação de coligações eleitorais, mas também de federações partidárias. Desde 2017, as coligações só são permitidas para a disputa de cargos eleitos pelo sistema majoritário. Assim sendo, os partidos políticos podem se reunir para formar chapas com membros de partidos diferentes quando se deseja eleger o Presidente da República e o Vice-Presidente da República ou um senador e seus suplentes, por exemplo. Todavia, os partidos não podem formar coligações para a eleição de deputados federais, deputados estaduais e vereadores. As coligações são formadas antes das eleições e não obrigam que os partidos continuem vinculados após as eleições.
Já a federação partidária é legalmente diferenciada da coligação partidária, por ser mais duradoura, ter caráter nacional e por exigir unidade ideológica. Diferente do que ocorre com as coligações partidárias, os partidos integrantes de uma federação são tratados como um só partido na sua atuação legislativa e quantidade de candidatos. Por isso, os partidos federados podem lançar chapas com candidatos de todos os seus partidos membros para eleições proporcionais. Os partidos membros de federações são proibidos de atuar de forma independente nas casas legislativas ou de ajuizar ações relacionadas às eleições, sendo a federação o único legitimado para tal.